# Antonio Zucchelli
Pour les articles homonymes, voir Zucchelli.
 (mai 2007).
Antonio Zucchelli (né en 1663 à Gradisca d'Isonzo, dans la province de Gorizia dans le Frioul-Vénétie Julienne, et mort en 1716) est un religieux italien, prédicateur de l'ordre des Capucins dans la province de Styrie et missionnaire dans le royaume de Congo.

## Biographie
Selon les récits des Portugais, l'introduction du christianisme au Congo date de l'époque même de la découverte qu'ils ont faite de ce pays, en 1489. Des religieux dominicains y furent les premiers missionnaires ; mais en même temps on convient que leurs progrès furent extrêmement faibles, et que les persécutions avaient presque anéanti les résultats de leurs efforts, lorsque, avec le consentement du gouvernement portugais, le pape envoya dans ce pays, en 1645, des Capucins italiens.
Depuis cette époque jusqu'à l'année 1704, qui est celle du retour de Zucchelii d'Afrique en Europe, l'ordre des Capucins n'a cessé d'envoyer au Congo des missionnaires zélés, qui avaient acquis sur les naturels un empire qu'ils auraient pu rendre très utile à la religion et à la civilisation, mais qui, exercé avec violence et avec imprudence, a été nuisible à l'une et à l'autre. Durant l'intervalle de plus d'un demi-siècle qui s'est écoulé pendant que les Capucins italiens exploitaient presque exclusivement les missions du Congo, d'Angola et de Benguela, ils ont publié un certain nombre de relations, dans le but de faire connaître leurs travaux apostoliques et les peines auxquelles ils se soumettaient, les dangers auxquels ils s'exposaient, pour la propagation de la religion. Ces relations ont été longtemps les seules où l'on pût trouver des notions sur l'histoire et la géographie de ces vastes et curieuses contrées, mais les voyageurs modernes qui, surtout dans ces dernières années, les ont visitées, en ont publié de plus neuves et de plus vraies.
La première de ces relations est celle du Père Francisco Fragio, qui parut à Rome en 1648 ; la seconde, celle de l'Espagnol Palixer de Tovar, imprimée à Madrid en 1649. Ces deux ouvrages sont presque uniquement consacrés à la narration du progrès des missions au Congo.
Il n'en est pas de même du petit in-douze de Michel-Angelo de Guattini et de Dionigi Carli, publié à Reggio en 1672, et de l'énorme in-folio d'Antoine Cavazzi, qui parut à Bologne en 1687.
Ces deux relations renferment l'histoire des travaux des missionnaires capucins au Congo, depuis 1645 jusqu'en et tout ce que ces religieux ont pu recueillir de renseignements sur les pays qu'ils ont parcourus et sur les nations qui les habitent. Aussi le Père Labat a-t-il cru donner une description suffisante de cette partie de l'Afrique en se bornant à traduire ces deux auteurs.
La relation de Merolla, qui parut à Naples en 1692, et celle d'Antonio Zucchelli da Gradisca, publiée à Venise en 1712, forment la continuation de celles dont nous venons de faire mention.
Elles sont beaucoup moins connues ; la dernière surtout n'avait jamais été traduite, ni analysée en français, avant la publication du 13e volume de l'Histoire générale des voyages. C'est cependant une des plus curieuses et une des plus riches en documents intéressants sur Angola et le Congo ; c'était aussi alors la relation la plus récente. Merolla partit d'Europe en 1682, et y revint en 1688. Zucchelli s'embarqua en et ne rentra dans son couvent de Gradisca qu'en 1704.
Il a écrit lui-même son ouvrage, qu'il a divisé en vingt-trois relations distinctes. Il se rendit d'abord de Gênes à Malaga, de Malaga à Cadix et de Cadix à Lisbonne ; puis il traversa l'Atlantique, et aborda à San-Salvador dans le Brésil. Il a consacré sa cinquième relation à la description de ce pays, qui tirait alors du Congo de nombreuses cargaisons d'esclaves. Dans sa sixième relation, Zucchelli raconte sa traversée de San-Salvador à Loanda de Saint-Paul, dans, le royaume d'Angola. Les trois relations suivantes contiennent le récit des missions et les aventures de l'auteur dans les royaumes d'Angola, de Congo, et surtout dans la province de Sogno, à l'embouchure du Zaïre, qui la première reçut les semences du christianisme, et où Zucchelli a résidé le plus longtemps. Aussi a-t-il consacré en entier ses neuvième, dixième, onzième, douzième et treizième relations à la description de Sogno et à celle des mœurs de ses habitants.
Mais dans les autres relations, il entremêle son récit de la description des lieux et de détails sur les productions, le climat, les peuples et l'aspect des pays qu'il parcourt. Ses quatre dernières relations, c'est-à-dire depuis la vingtième jusqu'à la vingt-troisième et dernière, renferment les récits de ses navigations de Loanda de St-Paul à Salvador, de Salvador à Lisbonne, de Lisbonne à Malte et de Malte à Venise.
Son voyage a les mêmes défauts et les mêmes qualités que tous ceux qui ont été écrits par les religieux du même ordre et dont nous avons donné la liste. Tous ces missionnaires montrent un zèle ardent, mais inconsidéré, pour les intérêts de la religion ; ils font voir une grande ignorance des hommes et des affaires humaines ; mais aussi ils font preuve de beaucoup de naïveté et de franchise. Nous pensons que les faits si épouvantablement atroces racontés par Cavazzi ont fait rejeter à tort tous ses récits comme des impostures.
Au XIXe siècle, les voyages de Pruneau de Pommegorge, de Dalzel chez les Dahomeys, de Bowdich et de Dupuis ches les Ashantis, ont confirmé ce que Cavazzi rapporte de l'extrême férocité de certaines tribus africaines. Au reste, si l'on en excepte le récit de certains miracles, l'ouvrage de Zucchelli ne renferme rien qui répugne à la vraisemblance et quant aux miracles, dans la protestation d'usage qui est en tète de son livre, il nous avertit que leur croyance n'est pas d'obligation divine, et que nous ne leur devons qu'une foi purement humaine. Le style de Zucchelli est plus clair et moins prolixe que celui de Gavazzi ; il y a plus d'ordre dans ses récits ; il est vrai qu'il a embrassé un sujet moins étendu, et qu'il ne rapporte que ce qu'il a fait, que ce qu'il a vu ; qu'il ne raconte pas, comme l'a fait Gavazzi, les voyages et les aventures de tous les missionnaires qui l'ont précédé ou qui ont coopéré de son temps aux travaux des missions. Mais la trop naïve narration de Zucchelli prouve, comme toutes celles de ses prédécesseurs, que tous ces missionnaires capucins étaient animés par un fanatisme aveugle et brutal, qui s'éloignait du but qu'ils prétendaient atteindre. Ces nations qu'ils nous dépeignent comme les plus féroces qu'il y ait sur le globe redoutaient les Portugais, recherchaient leur alliance et ne repoussaient pas leur culte.